# Ruifang
Ruifang (chinesisch 瑞芳區, Pinyin Ruìfāng Qū, Pe̍h-ōe-jī Sūi-hong) ist ein Bezirk der Stadt Neu-Taipeh im Norden Taiwans, Republik China.

## Lage
Ruifang liegt am nordöstlichen Rand der Stadt Neu-Taipeh. Seine nördliche Grenze bildet das Ostchinesische Meer, im Süden grenzt Ruifang an seine Nachbarbezirke Gongliao, Shuangxi und Pingxi sowie im Westen an die Stadt Keelung. Das größtenteils hügelige Gelände des Bezirks stellt den nördlichsten Ausläufer des Taiwanischen Zentralgebirges dar. Ruifang wird vom Fluss Keelung durchflossen.

## Geschichte und Sehenswürdigkeiten

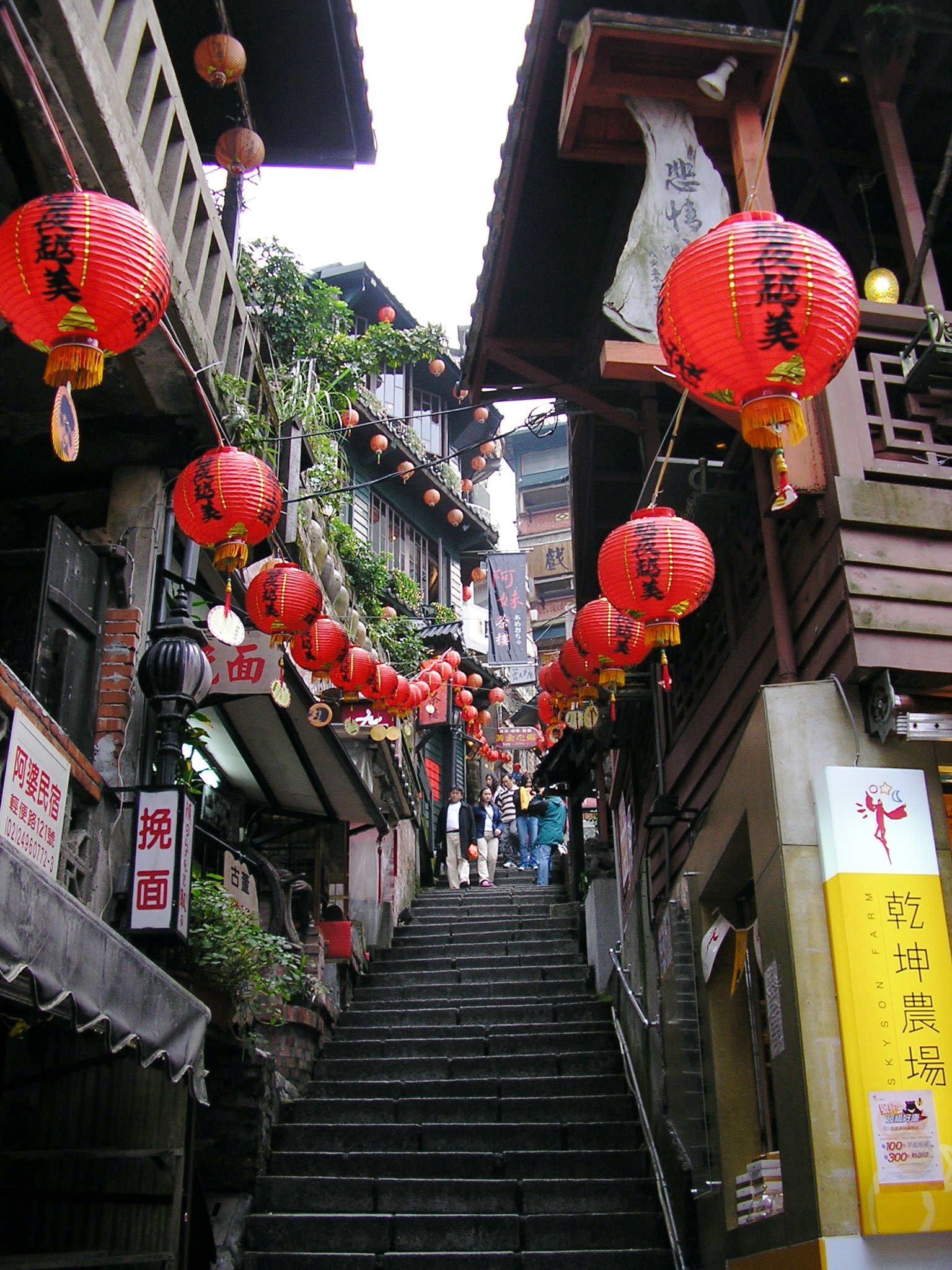
Gasse in Jiufen

Die ursprünglich isolierte und dünn besiedelte Gegend erlangte zur Zeit der japanischen Herrschaft über Taiwan durch Bodenschatzfunde wirtschaftliche Bedeutung. Ab dem Anfang des 20. Jahrhunderts wurden hier Gold, Kupfer und Kohle abgebaut. Zum Transport der Bodenschätze wurde der Ort an das Eisenbahnnetz angebunden. Die Ortsbezeichnung „Ruifang“ war ursprünglich der Name eines Gemischtwarenladens am Keelung-Fluss, der für die Versorgung der zumeist in den Minen arbeitenden Einwohner von großer Bedeutung war und schließlich dem ganzen Ort seinen Namen gab.
Nach dem Zweiten Weltkrieg gingen die Bodenschatzvorkommen zur Neige und der Abbau wurde eingestellt. Die stillgelegten Förderanlagen und Fabriken sind heute eine touristische Attraktion und wurden teilweise als Museen der Öffentlichkeit zugänglich gemacht. An die Geschichte des Goldabbaus erinnert das Gold-Museum von Ruifang. Eine weitere im In- und Ausland berühmte Attraktion ist die malerische historische Geschäftsgasse im Viertel Jiufen.

## Öffentlicher Verkehr
Ruifang wird von der Yilan-Linie der Taiwan Railways bedient. In der Gemeinde Ruifang gibt es vier Bahnhöfe: Ruifang, Houtong, Sijiaoting und Sandiaoling.
Die Provinzstraße 62 verläuft durch Ruifang und bietet eine bequeme Verbindung zur Stadt Keelung.